# 冰七

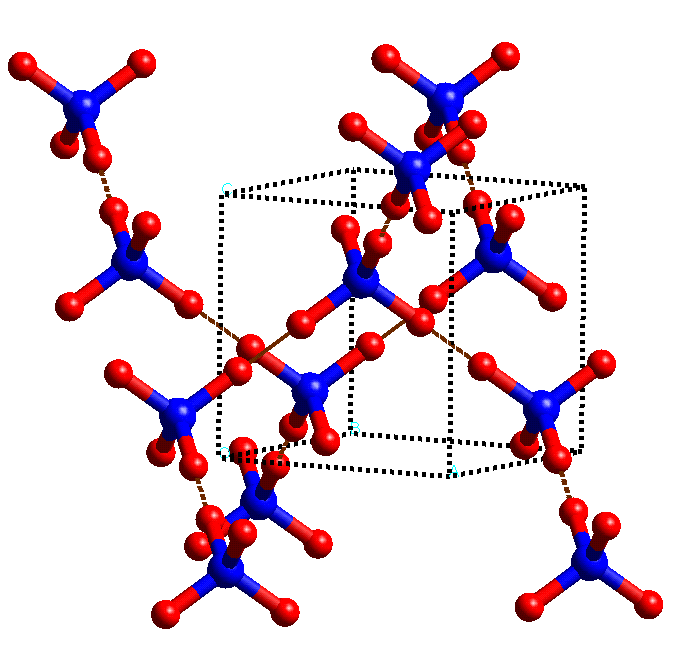
冰七的晶體結構

冰七（Ice VII）是一種冰的立方晶系結晶。可以由30亿帕液態水降至室溫後製備，或是將冰六（D2O）在低於95開氏度的條件下減壓製備。
科學家认为泰坦及絕大由水組成的系外行星（如葛利斯436b和GJ 1214 b）的海底即由冰七組成。
當有大量水的時候，水底會形成極大的壓力，壓力通常超過百萬大氣壓。那樣的壓力會將液態海水，壓縮成我們說的冰七。
位於天秤座，距離地球20光年有一顆叫做葛利斯581c的星球，這顆行星是由米歇梅耶發現，我們稱它為水天體或海洋行星。它與另外兩顆行星繞著一顆很小的恆星運行，這顆表面完全被水所覆蓋。看不到陸地，連行星表面底下也沒有，只見水。
這種冰與自然界或冰箱裡的冰不同，這種冰的特徵在於，自然界或冰箱裡的冰不水分子排列是亂七八糟，但在極大壓力下形成的冰，水分子會整齊排列或排成一列。與冰7很相似的一種物質是岩鹽晶體，是一種鹵化物。
美國內華達大學團隊以X射線照射鑽石時，發現其中一顆鑽石含有冰7，而鑽石就像微型壓力室包裹著冰7。